# Afzetting (bestuur)

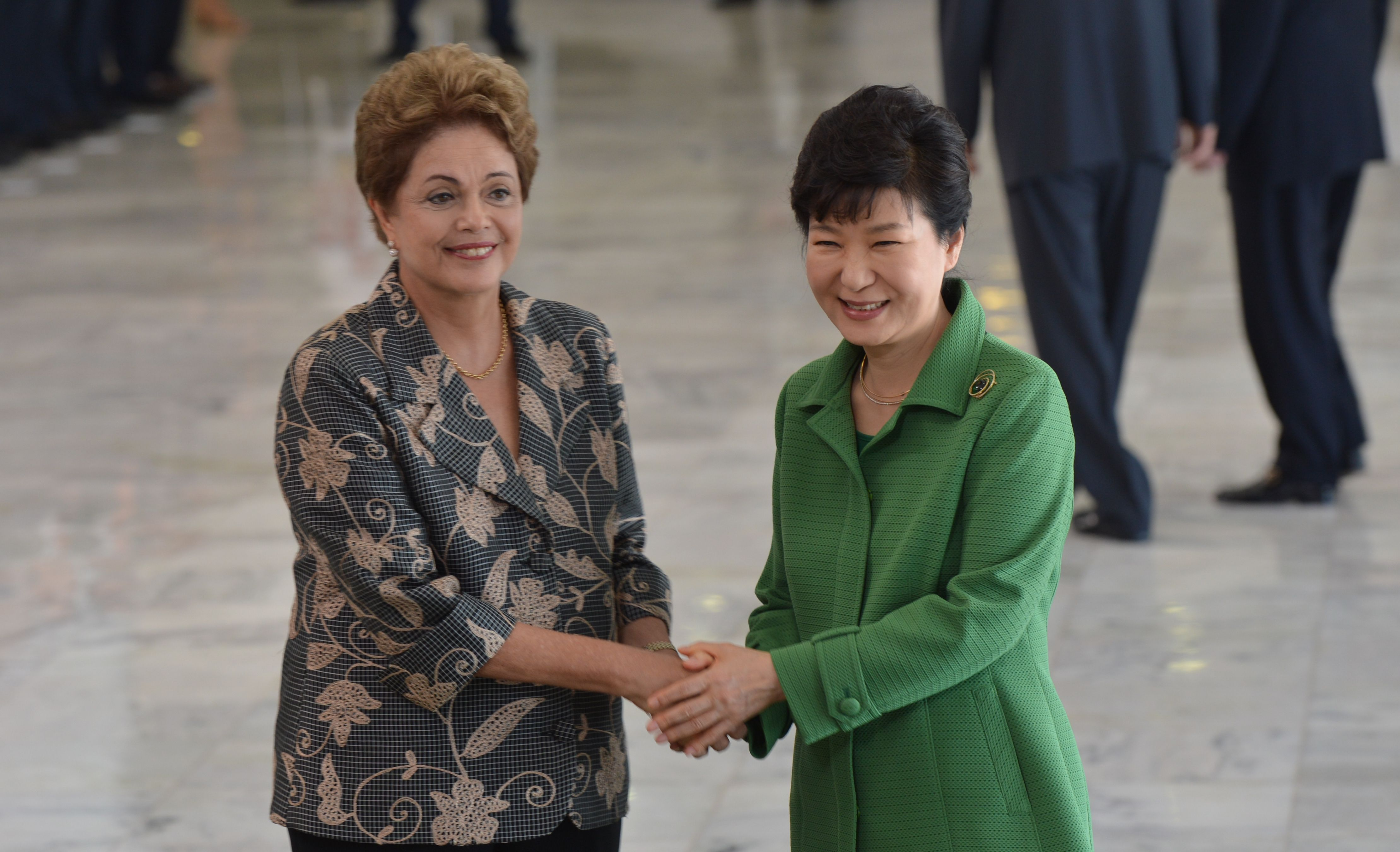
Dilma Rousseff, president van Brazilië en Park Geun-hye, president van Zuid-Korea, die beiden in 2016 werden 'impeached' om later te worden afgezet

Een afzettingsprocedure is een proces om een bestuurder gedwongen uit zijn functie te ontheffen.
Het woord impeachment, dat vaak in deze context wordt gebezigd, betekent formeel het in beschuldiging stellen van een overheidsambtenaar (hetgeen uiteindelijk eventueel tot afzetting kan leiden) en is afgeleid van het Franse empêcher, dat 'tegenhouden' of 'voorkomen' betekent. In bredere zin wordt de term impeachment echter vaak gebruikt om te verwijzen naar het gehele proces tot en met de beslissing over de afzetting (in de VS door de Senaat).
Anders gezegd: in de VS is het het Huis van Afgevaardigden dat impeacht en de Senaat die de geïmpeachte berecht. In het Verenigd Koninkrijk waren dat vroeger respectievelijk het Lagerhuis en het Hogerhuis.

## Filipijnen
Een afzettingsprocedure in de Filipijnen is gebaseerd op de Amerikaanse procedure en lijkt daar dan ook sterk op. Het belangrijkste verschil is dat in de Filipijnen slechts een derde van de leden van het Filipijns Huis van Afgevaardigden voor de motie tot afzetting hoeft te stemmen om deze aan te nemen. Na aanname van de Articles of Impeachment wordt de functionaris net als in de Verenigde Staten berecht in de Senaat. Net als in de Verenigde Staten dienen voor een veroordeling van de functionaris twee derde van de senatoren voor te stemmen.
De enige president van de Filipijnen tegen wie ooit met resultaat een afzettingsprocedure werd begonnen was Joseph Estrada. Tegen hem werd in 2000 door het Huis van Afgevaardigden met succes een motie tot afzetting aangenomen. Het kwam echter nooit tot een veroordeling door de Filipijnse Senaat, omdat er tijdens de behandeling van de rechtszaak in de Filipijnse Senaat een opstand uitbrak toen de Senaat in meerderheid tegen het openen van een envelop met bewijsmateriaal stemde. Na een vier dagen durende opstand werd hij afgezet.
Tegen opvolger Gloria Macapagal-Arroyo werd vier keer een afzettingsprocedure opgestart. Geen enkele keer was er in het Huis van Afgevaardigden een minimum van een derde van de leden voorstander van afzetting.
In mei 2012 werd de opperrechter van het Filipijns hooggerechtshof Renato Corona veroordeeld door de Filipijnse Senaat nadat eerder al in december 2011 de Articles of Impeachment werden aangenomen.